# Exocentrus paraflavescens
Exocentrus paraflavescens là một loài bọ cánh cứng trong họ Cerambycidae.